# Formule d'offrande dans l'Égypte antique

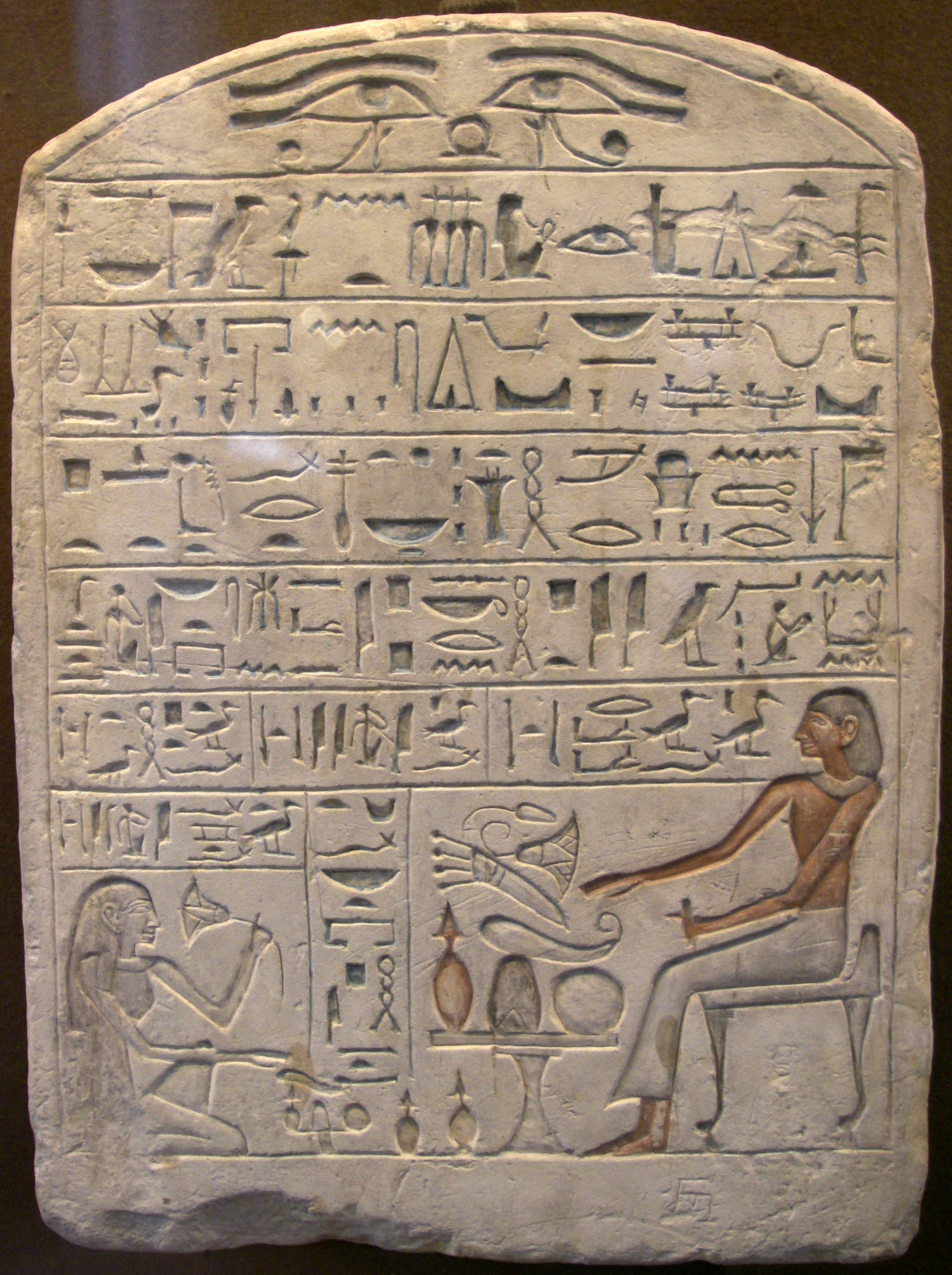
Formule d'offrande sur une stèle funéraire ; la formule commence à la 1re ligne et se lit de droite à gauche.

La formule d'offrande en Égypte antique se trouve généralement sculptée ou peinte sur des stèles funéraires, de fausses portes, des cercueils, et parfois d'autres objets funéraires. La formule d'offrande n'est pas une prérogative royale comme certains autres textes religieux ; elle est utilisée par tous ceux qui peuvent se permettre d'en avoir un support.
Généralement dénommée d (ny)-sw.t ḥtp (di nisout hetep) par les égyptologues, la formule d'offrande est censée permettre au défunt de participer à l'offrande présentée aux divinités principales au nom du roi, ou dans les offrandes présentées directement au mort par les membres de la famille. Toutes les formules d'offrande égyptiennes partent d'une structure fondamentale, mais il y a beaucoup de variétés dans les divinités et offrandes mentionnées, ainsi que dans les épithètes et titres utilisés.

## Structure de la formule d'offrande
C'est généralement par une formule d'offrande que commençait le texte inscrit en hiéroglyphes sur une stèle funéraire. Elle est dédiée à un dieu par l'intermédiaire du souverain régnant pour le défunt. Elle est constituée de quatre parties, chacune pouvant se décomposer de deux manières :
| M23 | X1 · R4 | X8 | \| \| | ex | D4 · st | A40 |
|     |         |    |       |    |         |     |

|  |

| M23 | X1 · R4 | X8 | \| \| | ex | D4 · st | A40 |
|     |         |    |       |    |         |     |

|  |

| X8 |

| X8 |

| D21 · D37 |

| D21 · D37 |

|  |

|  |

|  |

|  |

|  |

|  |

|  |

|  |

|  |

|  |

|  |

|  |

|  |

|  |

|  |

|  |

| D37 · I9 |

| D37 · I9 |

| D37 · S29 | \| \| | D37 · O34 |
|           |       |           |

|  |

| D37 · S29 | \| \| | D37 · O34 |
|           |       |           |

|  |

| D37 · O34 · N35 · Z2 | \| \| | D37 · S29 · N35 · Z2 |
|                      |       |                      |

|  |

| D37 · O34 · N35 · Z2 | \| \| | D37 · S29 · N35 · Z2 |
|                      |       |                      |

|  |

| O3 · Z2 | M12 · F1 | M12 · H1 | M12 · V6 | M12 · S27 | Aa1 · X1 | V30 · X1 | F35 | D60 |

| O3 · Z2 | M12 · F1 | M12 · H1 | M12 · V6 | M12 · S27 | Aa1 · X1 | V30 · X1 | F35 | D60 |

| O3 |

| O3 |

| O3 |

| O3 |

| G25 · Aa1 | F12 · S29 | D21 · D40 | G17 | R10 | {R10I) |

| G25 · Aa1 | F12 · S29 | D21 · D40 | G17 | R10 | {R10I) |

|  |

|  |

|  |

|  |

|  |

|  |

|  |

|  |

|  |

|  |

|  |

|  |

|  |

|  |

|  |

|  |

|  |

|  |

|  |

|  |

|  |

|  |

|  |

|  |

|  |

|  |

|  |

|  |

|  |

|  |

|  |

|  |

|  |

|  |

|  |

|  |

|  |

|  |

|  |

|  |

|  |

|  |

|  |

|  |

## Exemple typique d'une formule d'offrande
| M23 | t · R4 | X8 | Q1 | D4 | nb | R11 | w | O49 · t | Z1 | nTr | aA | nb | U23 | b | N26 · O49 |
| D37 · f | O3 | F1 · H1 | V6 | S27 | x · t | nb · t | nfr · t | wab · t | S34 · t | nTr | i | m |
| n · D28 · n | i | F39 · x | i | i | F12 | s | r · t · z · n | A1 | Aa11 · P8H |
ḥtp dj nsw wsỉr nb ḏdw, nṯr ˁȝ, nb ȝbḏw
dj=f prt-ḫrw t ḥnqt, kȝw ȝpdw, šs mnḥt ḫt nbt nfrt wˁbt ˁnḫt nṯr jm
n kȝ n jmȝḫy s-n-wsrt, mȝˁ-ḫrw
« Offrande proposée par le roi (à) Osiris, le seigneur de Busiris, le grand dieu, le seigneur d'Abydos
Qu'il lui donne en offrande du pain, de la bière, de la viande, des oiseaux, de l'albâtre, des vêtements, et toute chose bonne et pure avec laquelle vit un dieu
Pour le ka du vénérable Sésostris, juste de voix. »